# Diviciorii Mici
Diviciorii Mici – wieś w Rumunii, w okręgu Kluż, w gminie Sânmărtin. W 2011 roku liczyła 55 mieszkańców.